# Янкув (Плешевський повіт)
Янкув (пол. Janków, нім. Jankow) — село в Польщі, у гміні Плешев Плешевського повіту Великопольського воєводства.
Населення — 178 осіб (2011).

## Демографія
Демографічна структура станом на 31 березня 2011 року:
|          | Загалом | Допрацездатний вік | Працездатний вік | Постпрацездатний вік |
| -------- | ------- | ------------------ | ---------------- | -------------------- |
| Чоловіки | 83      | 21                 | 57               | 5                    |
| Жінки    | 95      | 26                 | 57               | 12                   |
| Разом    | 178     | 47                 | 114              | 17                   |